# 高家村 (長野県)
高家村（たきべむら）は長野県南安曇郡にあった村。現在の安曇野市豊科高家にあたる。

## 地理
- 河川：犀川、梓川
- 堰：矢原堰

## 歴史
- 1873年（明治7年）10月25日 - 筑摩県安曇郡小海渡村・熊倉村・真々部村・中曽根村・飯田村が合併して高家村となる。
- 1876年（明治9年）8月21日 - 長野県の所属となる。
- 1879年（明治12年）1月4日 - 郡区町村編制法の施行により、南安曇郡の所属となる。
- 1889年（明治22年）4月1日 - 町村制の施行により、高家村が単独で自治体を形成。
- 1955年（昭和30年）1月15日 - 豊科町・南穂高村および東筑摩郡上川手村の一部と合併し、改めて豊科町が発足。同日高家村廃止。

## 交通

### 鉄道路線
- 日本国有鉄道
  - 大糸線
    - 梓橋駅

### 道路
- 国道147号

現在は長野自動車道の梓川サービスエリアが所在するが、当時は未開通。